# Taumaturgo Ferreira
Antônio Taumaturgo Soares Ferreira (São Paulo, 17 de janeiro de 1956) é um ator e artista plástico brasileiro.

## Carreira
Taumaturgo começou sua carreira como ator participando de montagens de Molière, Alcides Nogueira, Juca de Oliveira, William Shakespeare e Léo Lama. Em emissoras como Rede Bandeirantes e TV Cultura, de São Paulo, realizou participações em novelas, minisséries e especiais, antes de se mudar para o Rio de Janeiro. Ficou conhecido interpretando personagens marcantes em diversas novelas da Rede Globo. Foi Urubu em Anos Dourados, Kaio em Mandala, Tuca Maia em Araponga, Zé Venâncio em Renascer e viveu seu maior destaque como o protagonista Lucas de Top Model.
Em 2000 viveu o ingênuo Januário de O Cravo e a Rosa e em 2003 o malandro Nelito em Celebridade. Na Record, onde trabalhou durante nove anos, também imprimiu sua marca em papéis como Batista, de Caminhos do Coração, em Os Mutantes, Querêncio de Ribeirão do Tempo, Potifar de José do Egito, e Camilo Góes de Cidadão Brasileiro. No cinema, fez Um Trem para as Estrelas, de Cacá Diegues, Kuarup, de Ruy Guerra e Cleópatra de Júlio Bressane. Interpretou um apresentador de televisão na segunda e terceira temporada da série Magnífica 70 da HBO.
Taumaturgo também é artista plástico e tem apresentado suas obras em mostras e exposições desde 1997.

## Vida pessoal
Em 1986, conheceu a atriz Malu Mader nas gravações da minissérie Anos Dourados, a qual veio a se casar no mesmo ano. Permaneceram juntos até 1989, ano em que, juntos, protagonizaram a telenovela Top Model. Em 2019, começou a namorar a arquiteta Janne Saviano.

## Filmografia

### Televisão
| Ano     | Título                           | Personagem                                | Notas                               | Emissora          |
| ------- | -------------------------------- | ----------------------------------------- | ----------------------------------- | ----------------- |
| 1979    | Cara a Cara                      | Bruno Moraes Ubiratan                     |                                     | Rede Bandeirantes |
| 1980    | Pé de Vento                      | Moacir Flávio Barbosa                     |                                     | Rede Bandeirantes |
| 1981    | Os Imigrantes                    | Tonico Lopes Feijó                        |                                     | Rede Bandeirantes |
| 1981    | Os Imigrantes: Terceira Geração  | Tonico Lopes Feijó                        |                                     | Rede Bandeirantes |
| 1981    | Rosa Baiana                      | Edson Castro Lins (Edinho)                |                                     | Rede Bandeirantes |
| 1983    | Sabor de Mel                     | William Machado de Assis                  |                                     | Rede Bandeirantes |
| 1983–84 | Casa de Irene                    | Tito                                      |                                     | Rede Bandeirantes |
| 1984    | Joana                            | Zé Luiz                                   |                                     | Rede Manchete     |
| 1985    | Grande Sertão: Veredas           | Fábio Alves Moreira (Fafá)                |                                     | Rede Globo        |
| 1985    | De Quina pra Lua                 | Arnaldo de Jesus Batista (Jésus)          |                                     | Rede Globo        |
| 1986    | Anos Dourados                    | Joaquim Barbosa Freitas (Urubu)           |                                     | Rede Globo        |
| 1986    | Hipertensão                      | Raimundo Cerqueira (Ray)                  |                                     | Rede Globo        |
| 1987    | Mandala                          | Laio Lunardo (jovem)                      | Episódios: "12–13 de outubro"       | Rede Globo        |
| 1989    | Top Model                        | Lucas Pasolini                            |                                     | Rede Globo        |
| 1990    | Araponga                         | Arthur da Costa Maia (Tuca Maia/ Besouro) |                                     | Rede Globo        |
| 1992    | Você Decide                      | —                                         | Episódio: "Testemunha Ocular"       | Rede Globo        |
| 1993    | Renascer                         | José Venâncio Inocêncio (Zé Venâncio)     |                                     | Rede Globo        |
| 1994    | Você Decide                      | Dr. Henrique                              | Episodio: "A Doação"                | Rede Globo        |
| 1995    | Você Decide                      | —                                         | Episódio: "O Jogador"               | Rede Globo        |
| 1995    | A Idade da Loba                  | Cristovão Arruda (Arruda)                 |                                     | Rede Bandeirantes |
| 1996    | Colégio Brasil                   | Manuel Balbino (Manuel Boi)               |                                     | SBT               |
| 1996    | Dona Anja                        | Ataliba Leal Costa (Atalibinha)           |                                     | SBT               |
| 1998    | Mulher                           | Fred                                      | Episódio: "Ninho Vazio"             | Rede Globo        |
| 1998    | Você Decide                      | —                                         | Episódio: "Me Lambuza de Batom"     | Rede Globo        |
| 1998    | Labirinto                        | José Carlos Machado (Zé Carlos)           |                                     | Rede Globo        |
| 1999    | Chiquinha Gonzaga                | Francisco de Paula Ney (Paula Ney)        |                                     | Rede Globo        |
| 1999    | Você Decide                      | Zacarias                                  | Episódio: "A Filha de Maria"        | Rede Globo        |
| 1999    | Andando nas Nuvens               | Átila Françis Araújo                      |                                     | Rede Globo        |
| 2000    | O Cravo e a Rosa                 | Januário de Almeida Leal                  |                                     | Rede Globo        |
| 2001    | A Padroeira                      | Honorato Vilela (Juíz Honorato)           |                                     | Rede Globo        |
| 2003    | Celebridade                      | Nelito Moutinho                           |                                     | Rede Globo        |
| 2005    | Mandrake                         | Fernando Novaes                           | Episódio: "Atum Viscaya"            | HBO Brasil        |
| 2006    | Cidadão Brasileiro               | Camilo Góes                               | Episódios: "17 de março–4 de abril" | RecordTV          |
| 2007    | Caminhos do Coração              | Tarcísio Batista                          |                                     | RecordTV          |
| 2008    | Os Mutantes: Caminhos do Coração | Tarcísio Batista                          |                                     | RecordTV          |
| 2009    | A Lei e o Crime                  | Eduardo Noronha                           | Episódio: "8 de junho de 2009"      | RecordTV          |
| 2010    | Ribeirão do Tempo                | Querêncio Miranda Durrel                  |                                     | RecordTV          |
| 2013    | José do Egito                    | Potifar                                   |                                     | RecordTV          |
| 2015    | Milagres de Jesus                | Aion                                      | Episódio: "A Mulher Cananéia"       | RecordTV          |
| 2016–18 | Magnífica 70                     | Bruno Boaventura                          |                                     | HBO Brasil        |
| 2018–19 | Ilha de Ferro                    | Valdomiro Carlos da Silva (Buda)          |                                     | Globoplay         |
| 2023    | B.O                              | Alcebíades Pardal                         |                                     | Netflix           |
| 2025    | Reencarne                        | A Definir                                 |                                     | Globoplay         |

### Cinema
| Ano  | Título                                         | Personagem                        |
| ---- | ---------------------------------------------- | --------------------------------- |
| 1984 | Shock: Diversão Diabólica                      | Gil                               |
| 1985 | Os Bons Tempos Voltaram: Vamos Gozar Outra Vez | —                                 |
| 1987 | Um Trem para as Estrelas                       | Drime                             |
| 1989 | Kuarup                                         | Nando                             |
| 2002 | Nelson Gonçalves                               | Tomas de Andrada Torres (Timbira) |
| 2007 | Cleópatra                                      | Otávio César                      |
| 2014 | A Noite da Virada                              | Paulo                             |
| 2017 | Os Parças                                      | Vacário                           |
| 2021 | Galeria Futuro                                 | Dudu                              |

## Prêmios e indicações
| Ano  | Festival              | Categoria               | Nomeações   | Resultado | Ref   |
| ---- | --------------------- | ----------------------- | ----------- | --------- | ----- |
| 2004 | Prêmio Contigo! de TV | Melhor Ator Coadjuvante | Celebridade | Indicado  | [ 8 ] |